# Republica Populară a Ucrainei Occidentale
Republica Populară a Ucrainei Occidentale (în ucraineană Західно-Українська Народна Республика, transliterat: Zahidno-Ukraiinska Narodna Respublîka, prescurtat ЗУНР, ZUNR), a fost o republică efemeră care a existat între 1918 și începutul anului 1919 în estul Galiției și Transcarpatia, având ca principale orașe Liov, Colomeea și Stanislav. Conform rezultatelor recensământului din Austro-Ungaria din 1910, în acest teritoriu trăiau aproximativ 5,4 milioane de oameni, dintre care 3.291.000 (60%) ucraineni, 1.351.000 (25%) polonezi, 660.000 (12%) evrei, restul de 3% fiind format din germani, cehi și alții. Orașele acestei regiuni preponderent rurale erau locuite în principal de polonezi și evrei, în vreme ce ucrainenii erau majoritari la sate. Această distribuție demografică avea să se dovedească o mare problemă pentru ucraineni, Liovul, cu o majoritate poloneză copleșitoare, era considerat la Varșovia unul dintre cele mai importante orașe poloneze. În condițiile în care nou-proclamată republică își stabilea capitala la Liov, conflictul dintre ucraineni și polonezi a devenit inevitabil.
Stema tinerei republici era un leu galben privind către dreapta, aflat pe un câmp albastru. Culorile steagului național erau galben și albastru.
Republica Ucrainei Occidentale a fost proclamată pe 9 octombrie 1918. La scurtă vreme după proclamarea republicii, în Liov a avut loc o revoltă populară, majoritatea polonezilor din oraș nefiind de acord să trăiască într-o altă țară decât Polonia. După câteva săptămâini, rebelii au primit ajutor din partea Poloniei.
Republica Populară a Ucrainei Occidentale s-a unit cu Republica Populară Ucraineană pe 22 ianuarie 1919 într-un act cu o valoare mai degrabă simbolică, de vreme ce Ucraina Occidentală își păstra propria armată și structură guvernamentală. După încheierea războiului polono-ucrainean, cea mai mare parte a teritoriului republicii a devenit parte a Poloniei în iulie 1919. Resturi ale armatei ucrainene înfrânte și-au găsit refugiu în Cehoslovacia vecină, unde au devenit cunoscute ca Ukrajinská brigáda (în limba cehă), în vreme ce cea mai mare parte a acestei armate a traversat frontiera în Republica Populară Ucraineană, unde a continuat lupta pentru independență. În 1920, polonezii și ucrainenii au căzut de acord asupra trasării liniei de frontieră de-a lungul râului Zbruci.

## Conducerea republicii
Republica Populară a Ucrainei Occidentale, în decursul celor 8 luni de existență, a controlat o zonă locuită de aproximativ 4 milioane de oameni. În republică au fost ținute alegeri în 22-25 noiembrie 1918 pentru cele 150 de mandate de deputat. Aproximativ o treime dintre mandate au fost rezervate minorităților naționale: polonezi, evrei și alții. Polonezii au boicotat alegerile, în vreme ce evreii au participat, având aproximativ 10% dintre reprezentanți.  Evhen Petrușevici, președintele noului parlament ales, un fost membru al parlamentului austro-ungar, a fost ales în funcția de președinte al republicii. În noua republică a fost menținută stabilitatea administrației antebelice austriece, fiind angajați funcționari ucraineni, dar și profesioniști polonezi. Au fost luate măsuri pentru confiscarea marilor proprietăți agricole ale moșierilor, terenurile fiind împărțite la țăranii lipsiți de pământ. În republică au fost mobilizați 100.000 de soldați în primăvara anului 1919, dar, datorită lipsei furniturilor militare, numai 40.000 erau gata de luptă.

## Timbrele poștale
În republică au fost emise aproximativ 100 de tipuri de timbre poștale, dintre care numai două nu erau modele supraimprimate ale timbrelor austriece sau bosniece.

## Galerie de imagini

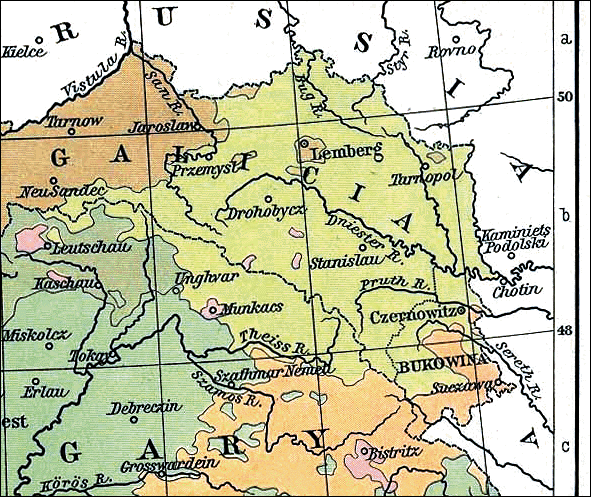
Cu verde deschis, zonele locuite de ucraineni în nord-estul Imperiului Austro-Ungar, (1911).
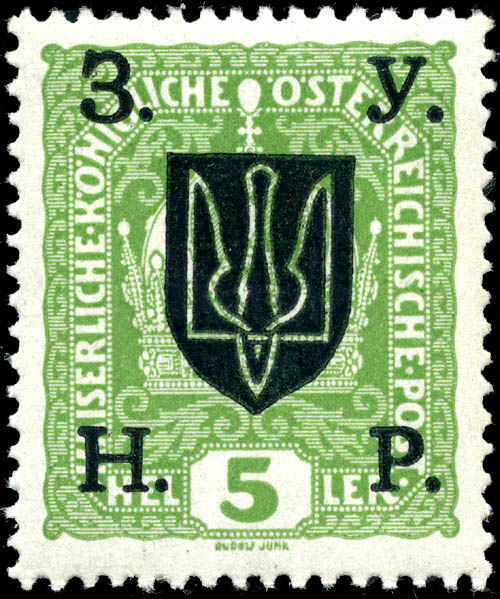
Timbru ucrainean supraimprimat (mai 1919). Originalul era un timbru austriac de 5 Heller.

## Vezi și
- Republica Sovietică Socialistă Galițiană, stat efemer din 1920